# Puncknowle
Puncknowle è un villaggio e parrocchia civile dell'Inghilterra, appartenente alla contea del Dorset.